# 西部戦線異状なし (2022年の映画)
『西部戦線異状なし』（ドイツ語: Im Westen nichts Neues）は、2022年配信のドイツ・アメリカ合衆国の戦争映画。エーリヒ・マリア・レマルクによる同名小説(Im Westen nichts Neues)の映画化であり、1930年公開の映画、1979年放送の映画に次ぐ3度目の映像化である。定額制動画配信サービス「Netflix」にて配信された独占作品。
イアン・ストーケル、レスリー・パターソン、エドワード・ベルガーの脚本で、エドワード・ベルガーが監督を務め、フェリックス・カマラー、アルブレヒト・シュッフ、ダニエル・ブリュール、ゼバスティアン・フールク、アーロン・ヒルマー、エディン・ハサノヴィッチ、デーヴィト・シュトリーゾフらが出演している。
第一次世界大戦末期を舞台とし、理想に燃える若きドイツ人兵士のパウル・ボイマーを描いている。仲間と共にドイツ軍に入隊したボイマーは戦争の現実を目の当たりにし、英雄になるという当初の希望を打ち砕かれながらも生き残るために最善を尽くす。本作では原作小説にはない休戦交渉を描いたパラレルストーリーが追加されている。
2022年9月12日にトロント国際映画祭で初上映された後に2022年10月28日にNetflixでストリーミング配信された。2022年8月に第95回アカデミー賞国際長編映画賞のドイツ代表作としての出品が発表され、1月24日にノミネートが決定。同時に作品賞を始め、作曲賞、音響賞、撮影賞、脚色賞、国際長編映画賞、美術賞、視覚効果賞、メイクアップ&ヘアスタイリング賞の計9部門にノミネートされ、作曲賞、撮影賞、国際長編映画賞、美術賞の計4部門において受賞を果たした。
映画は原作の反戦メッセージに忠実であるとして批評家から高評価を得た。またナショナル・ボード・オブ・レビューのインターナショナル映画トップ5に選ばれた。

## プロット
第一次世界大戦開戦から3年目の1917年。17歳のパウル・ボイマーは学友のアルベルト・クロップ、フランツ・ミュラー、ルートヴィヒ・ベームと共にドイツ帝国陸軍に入隊する。彼らは学校職員の愛国心に満ちたスピーチを聞いた後、戦死した兵士から剥ぎ取られクリーニングと補修された軍服をそうとは知らずに受け取ってしまう。北フランスのラ・マルメゾン近郊に配属された彼らは先輩兵士のスタニスラウス・"カット"・カチンスキーと親しくなる。西部戦線の塹壕戦の現実は彼らのロマンを打ち砕き、ルートヴィヒは初日の夜に砲撃で命を落としてしまう。
1918年11月7日。ドイツ軍人のマティアス・エルツベルガーは陸軍最高司令部と会談し、連合国との休戦協議を開始するよう説得する。一方でパウルとカットは農場からガチョウを盗み、アルベルト、フランツ、そしてシャンパーニュ戦線の裏で共に戦った別の先輩兵士のチャーデン・スタックフリートにも分け与える。文盲のカットはパウルに妻からの手紙を読んでもらい、日常に戻った後に社会復帰が困難であると心配する。フランス人女性と一夜を過ごしたフランツは彼女のスカーフを土産に持ち帰る。
11月9日朝。フリードリヒ将軍はエルツベルガーとドイツ代表団を休戦交渉のためにコンピエーニュの森行きの列車に乗せる。パウルとその仲間たちは増援に来るはずだった行方不明の新兵60人の捜索任務に出発し、新兵たちは防護マスクを外すのが早すぎたために毒ガスで全滅していたことを突き止める。交渉に反対するフリードリヒはフランスの援軍が到着する前に攻撃を命じる。その夜にエルツベルガーの代表団はコンピエーニュの森に到着し、一方でパウルの連隊は前線に送られてフランス戦線攻撃の準備をする。
11月10日朝。連合国最高司令官のフェルディナン・フォッシュは交渉の余地を与えずに72時間以内に連合国の条件を受け入れるようにドイツ軍に通告する。一方でドイツ軍の攻撃は白兵戦の末にフランス軍の前線を奪取するが、サン・シャモン突撃戦車、飛行機、火炎放射器による諸兵科連合の反撃を受けて敗走する。フランツは一同とはぐれ、アルベルトは投降しようとして殺される。フランス兵と共に無人地帯のクレーターに閉じ込められたパウルは彼を刺し、ゆっくりと死んでいく姿を見ながら後悔し、死体に向かって許しを請う。エルツベルガーは皇帝ヴィルヘルム2世の退位を知り、その夜にパウル・フォン・ヒンデンブルク元帥から連合軍の条件を受け入れるように指示される。パウロは部隊に戻り、戦争終結を祝う仲間たちの姿を目にする。彼は負傷したチャーデンを発見し、フランツのスカーフを渡す。パウルとカットは彼に食べ物を持ってくるが、身体が不自由となった現実に取り乱したチャーデンはフォークで自分の喉を刺して絶命する。
11月11日午前5時頃。エルツベルガーの代表団は午前11時に発効する休戦協定書に署名する。休戦の話を知ったパウルとカットは最後に農場から盗みを働くが、カットは農家の少年によって撃たれ、パウルによって看護所へ運ばれたところで死亡する。フリードリヒはドイツの勝利で戦争を終わらせたいと考え、10時45分に攻撃を開始するよう命じる。落胆し戦意を喪失したパウルは多くのフランス兵を殺害した末銃剣で胸を刺され、その直後に11時を迎えて戦闘は終結する。しばらくしてパウルが戦闘で助けた新入りのドイツ兵がパウルの泥まみれの死体を発見し、フランツのスカーフを拾う。

## キャスト
※括弧内は日本語吹替。
- パウル・ボイマー - フェリックス・カマラー（英語版）（須藤翔）
- スタニスラウス・"カット"・カチンスキー - アルブレヒト・シュッフ（英語版）（坂詰貴之）
- アルベルト・クロップ - アーロン・ヒルマー（ドイツ語版）（村井雄治）
- フランツ・ミュラー - モーリツ・クラウス（清水優譲）
- ルートヴィヒ・ベーム - アドリアン・グリューネヴァルト（ドイツ語版）（丹羽正人）
- チャーデン・スタックフリート - エディン・ハサノヴィッチ（ドイツ語版）（さかき孝輔）
- マティアス・エルツベルガー - ダニエル・ブリュール（内田夕夜）
- フェルディナン・フォッシュ将軍 - チボー・ドゥ・モンタランベール（英語版）
- フリードリヒ将軍 - デーヴィト・シュトリーゾフ（辻親八）
- ホッペ中尉 - アンドレアス・ドゥーラー（ドイツ語版）
- フォン・ブリクスドルフ少佐 - ゼバスティアン・フールク（ドイツ語版）[8]

## 製作
2020年2月にエドワード・ベルガーが監督を務め、ダニエル・ブリュールが出演することが発表された。2021年3月にチェコのプラハで主要撮影が始まった。

## 公開
『西部戦線異状なし』は2022年9月12日に第47回トロント国際映画祭でプレミア上映された。10月7日にニューヨークのパリス・シアターで独占上映され、10月14日から他の劇場にも拡大された。
2022年10月28日より世界各国のNetflixでの配信が開始された。

## 評価
レビュー集積サイトのRotten Tomatoesでは126件の批評に基づいて支持率は91%、平均点は8.3/10となり、「タイムリーかつ時代を超えた『西部戦線異状なし』は、戦争の無益さに焦点を当てることでその古典的な原作の力を保持している」とまとめられた。Metacriticでは35件の批評に基づいて加重は76/100となり、「概ね好評」と示された。
『Netflix Junkie』のレビン・コウチーニョは「それはあなたを身もだえさせられる脚本で手加減はありません。（中略）この映画は孤独、絶望の触媒、戦闘中の民間人の恐怖、そして混沌を取り上げている」と評した。ベン・ケニスバーグは『ニューヨーク・タイムズ』紙上でこの映画は1930年版よりも印象的ではないと感じたが、緊張感あるサウンドトラックを高く評価した。彼はまたたとえそれが原作小説の一人称話法の物語から逸脱したとしても、休戦を求めるパラレルプロットの追加を賞賛した。彼はさらに微調整されたキャラクターの運命が物語的に強力であると論じた。
一方で『ニューヨーク・タイムズ』のジャメル・ブイエは2022年版は反戦だけでなく、帰還した人々でさえも疎外されて酷い犠牲になるという原作小説の本質を見逃していると指摘した。ブイエは「レマルクは地政学としての戦争に興味があるのではなく、人間の不条理が顕在化した戦争に興味があるのだ」と述べた。彼はさらに「この政治的な小話を盛り込み、（1930年版にあった）パウルの帰還（の場面）を除外したことで『西部戦線異状なし』は兵士の体験の心理的考察と戦争への非難から高潔な兵士と彼らを裏切る冷笑的指導者というより単純な物語に変貌する」と評した。

### 受賞とノミネート
| 賞                                         | 授賞式         | 部門                            | 対象 | 結果       | 参照   |
| ------------------------------------------ | -------------- | ------------------------------- | --- | ---------- | ------ |
| ナショナル・ボード・オブ・レビュー         | 2022年12月8日  | 外国語映画トップ5               | 『西部戦線異状なし』                                                                                        | 受賞       | [ 18 ] |
| ナショナル・ボード・オブ・レビュー         | 2022年12月8日  | 脚色賞                          | イアン・ストーケル、エドワード・ベルガー、レスリー・パターソン                                              | 受賞       | [ 18 ] |
| ヨーロッパ映画賞                           | 2022年12月10日 | メイクアップ&ヘアスタイリング賞 | ハイケ・メルカー                                                                                            | 受賞       | [ 19 ] |
| ヨーロッパ映画賞                           | 2022年12月10日 | 視覚効果賞                      | フランク・ペツォルド、ヴィクトル・ミュラー、マルクス・フランク                                              | 受賞       | [ 19 ] |
| ワシントンD.C.映画批評家協会               | 2022年12月12日 | 国際/外国語映画賞               | 『西部戦線異状なし』                                                                                        | ノミネート | [ 20 ] |
| ダブリン映画批評家協会                     | 2022年12月15日 | 脚本賞                          | エドワード・ベルガー、レスリー・パターソン、イアン・ストーケル                                              | ノミネート | [ 21 ] |
| セントルイス映画批評家協会                 | 2022年12月18日 | 国際映画賞                      | 『西部戦線異状なし』                                                                                        | ノミネート | [ 22 ] |
| ダラス・フォートワース映画批評家協会       | 2022年12月19日 | 外国語映画賞                    | 『西部戦線異状なし』                                                                                        | 4位        | [ 23 ] |
| EDA賞                                      | 2023年1月5日   | 脚色賞                          | エドワード・ベルガー、レスリー・パターソン、イアン・ストーケル                                              | ノミネート | [ 24 ] |
| EDA賞                                      | 2023年1月5日   | 非英語映画賞                    | 『西部戦線異状なし』                                                                                        | ノミネート | [ 24 ] |
| サンディエゴ映画批評家協会                 | 2023年1月6日   | 監督賞                          | エドワード・ベルガー                                                                                        | ノミネート | [ 25 ] |
| サンディエゴ映画批評家協会                 | 2023年1月6日   | 脚色                            | エドワード・ベルガー、レスリー・パターソン、イアン・ストーケル                                              | 受賞       | [ 25 ] |
| サンディエゴ映画批評家協会                 | 2023年1月6日   | 国際映画賞                      | 『西部戦線異状なし』                                                                                        | 受賞       | [ 25 ] |
| サンフランシスコ・ベイエリア映画批評家協会 | 2023年1月9日   | 国際映画賞                      | 『西部戦線異状なし』                                                                                        | ノミネート | [ 26 ] |
| ゴールデングローブ賞                       | 2023年1月10日  | 外国語映画賞                    | 『西部戦線異状なし』                                                                                        | ノミネート | [ 27 ] |
| ジョージア映画批評家協会                   | 2023年1月13日  | 国際映画賞                      | 『西部戦線異状なし』                                                                                        | ノミネート | [ 28 ] |
| クリティクス・チョイス・アワード           | 2023年1月15日  | 外国語映画賞                    | 『西部戦線異状なし』                                                                                        | ノミネート | [ 29 ] |
| カンザスシティ映画批評家協会               | 2023年1月22日  | 外国語映画賞                    | 『西部戦線異状なし』                                                                                        | 次点       | [ 30 ] |
| 英国撮影監督協会                           | 2023年2月11日  | 長編映画部門撮影賞              | ジェームズ・フレンド                                                                                        | 受賞       | [ 31 ] |
| バンクーバー映画批評家協会                 | 2023年2月13日  | 外国語映画賞                    | 『西部戦線異状なし』                                                                                        | 受賞       | [ 32 ] |
| ヒューストン映画批評家協会                 | 2023年2月18日  | 外国語映画賞                    | 『西部戦線異状なし』                                                                                        | ノミネート | [ 33 ] |
| 英国アカデミー賞                           | 2023年2月19日  | 作品賞                          | マルテ・グルナート                                                                                          | 受賞       | [ 34 ] |
| 英国アカデミー賞                           | 2023年2月19日  | 監督賞                          | エドワード・ベルガー                                                                                        | 受賞       | [ 34 ] |
| 英国アカデミー賞                           | 2023年2月19日  | 助演男優賞                      | アルブレヒト・シュッフ                                                                                      | ノミネート | [ 34 ] |
| 英国アカデミー賞                           | 2023年2月19日  | 脚色賞                          | エドワード・ベルガー、レスリー・パターソン、イアン・ストーケル                                              | 受賞       | [ 34 ] |
| 英国アカデミー賞                           | 2023年2月19日  | 非英語作品賞                    | エドワード・ベルガー、マルテ・グルナート                                                                    | 受賞       | [ 34 ] |
| 英国アカデミー賞                           | 2023年2月19日  | キャスティング賞                | シモーネ・ベーア                                                                                            | ノミネート | [ 34 ] |
| 英国アカデミー賞                           | 2023年2月19日  | 撮影賞                          | ジェームズ・フレンド                                                                                        | 受賞       | [ 34 ] |
| 英国アカデミー賞                           | 2023年2月19日  | 衣装デザイン賞                  | リジー・クリストル                                                                                          | ノミネート | [ 34 ] |
| 英国アカデミー賞                           | 2023年2月19日  | 編集賞                          | スヴェン・ブデルマン                                                                                        | ノミネート | [ 34 ] |
| 英国アカデミー賞                           | 2023年2月19日  | メイクアップ&ヘア賞             | ハイケ・メルカー                                                                                            | ノミネート | [ 34 ] |
| 英国アカデミー賞                           | 2023年2月19日  | 作曲賞                          | フォルカー・バーテルマン                                                                                    | 受賞       | [ 34 ] |
| 英国アカデミー賞                           | 2023年2月19日  | プロダクションデザイン賞        | クリスティアン・M・ゴールドベック、アーネスティン・ヒッパー                                                 | ノミネート | [ 34 ] |
| 英国アカデミー賞                           | 2023年2月19日  | 音響賞                          | ラース・ギンツェル、フランク・クルーゼ、ヴィクトール・プラシル、マルクス・ステムラー                        | 受賞       | [ 34 ] |
| 英国アカデミー賞                           | 2023年2月19日  | 視覚効果賞                      | マルクス・フランク、カミル・ジャファル、ヴィクトール・ミュラー、フランク・ペツォイド                        | ノミネート | [ 34 ] |
| ハリウッド批評家協会                       | 2023年2月24日  | 国際映画賞                      | 『西部戦線異状なし』                                                                                        | ノミネート | [ 35 ] |
| アカデミー賞                               | 2023年3月12日  | 作品賞                          | マルテ・グルナート                                                                                          | ノミネート | [ 36 ] |
| アカデミー賞                               | 2023年3月12日  | 脚色賞                          | エドワード・ベルガー                                                                                        | ノミネート | [ 36 ] |
| アカデミー賞                               | 2023年3月12日  | 国際長編映画賞                  | 『西部戦線異状なし』                                                                                        | 受賞       | [ 36 ] |
| アカデミー賞                               | 2023年3月12日  | 作曲賞                          | フォルカー・バーテルマン                                                                                    | 受賞       | [ 36 ] |
| アカデミー賞                               | 2023年3月12日  | 音響賞                          | ヴィクトル・プラシル、フランク・クルーゼ、マーカス・シュテムラー、ラース・ギンツェル、ステファン・コルテ    | ノミネート | [ 36 ] |
| アカデミー賞                               | 2023年3月12日  | 美術賞                          | プロダクション・デザイン: クリスチャン・M・ゴールドベック、セット・デコレーション: アーネスティン・ヒッパー | 受賞       | [ 36 ] |
| アカデミー賞                               | 2023年3月12日  | 撮影賞                          | ジェームス・フレンド                                                                                        | 受賞       | [ 36 ] |
| アカデミー賞                               | 2023年3月12日  | メイクアップ&ヘアスタイリング賞 | ハイケ・メルカー、リンダ・アイゼンハメロヴァー                                                              | ノミネート | [ 36 ] |
| アカデミー賞                               | 2023年3月12日  | 視覚効果賞                      | フランク・ペッツォルト、ヴィクトール・ミュラー、マルクス・フランク、カミル・ジャファル                      | ノミネート | [ 36 ] |